# ماهر الجعبري
ماهر الجعبري أكاديمي وباحث ومفكر وكاتب سياسي من فلسطين.

## حياته
ولد في القدس عام 1965، ودرس وعمل في العديد من البلاد العربية والغربية. حصل على درجة الدكتوراه في الهندسة الكيميائية في جامعة مكجيل (McGill) في مونتريال-كندا عام 1994، وحصل على المرتبة الأولى في درجة البكالوريوس، وعلى جائزة ملكية لدى تخرجه في جامعة العلوم والتكنولوجيا الأردنية عام 1989.
بروفيسور في الهندسة يطرح وجهات نظر في الثقافة - الحضارة - العلوم تستند إلى ممارسة التفكير الناقد في الرواية العلمية
 
يعمل حاليا كأستاذ مشارك في كلية الهندسة والتكنولوجيا في جامعة بوليتكنك فلسطين في الخليل، ويدير فيها مركز التكامل مع الصناعة. 
كان قد عمل مستشارا لمجلس أمناء جامعة فلسطينية في مجال التخطيط والمشروعات التطويرية والعلاقات مع الجهات المانحة. شارك في العديد من النشاطات التطويرية، وأعدّ العشرات من مقترحات المشاريع التطويرية والدراسات التطويرية والتنموية. 
له حضور في الإعلام العربي من خلال المقالات والأخبار ولقاءات البث الحي، وشارك في تنظيم المؤتمرات العلمية، وحاضر في العشرات من المؤتمرات العربية والدولية وفي لقاءات التعاون الأكاديمي العربي والدولي. وله نيف وعشرون بحثا منشورا في المجلات والمؤتمرات العلمية المحكمة، وحكّم أبحاثا علمية ورسائل للطلبة. وله كتابات أدبية، وشارك في تحرير مجلة علمية.
صدر له حديثا كتاب المجتمع المدني والتمويل الأجنبي: آفاق أم تحديات.

## السياسة
هو عضو أسبق في المكتب الإعلامي لحزب التحرير في فلسطين.

## المنشورات البحثية

### كتب
- كتاب المجتمع المدني والتمويل الأجنبي: آفاق أم تحديات-2010
- كتاب البحث العلمي: المهنة والحضارة المستقبلية

### أوراق علمية منشورة
- تحليل برامج الهندسة الأكاديمية الفلسطينية لتحسين الجودة الموجهة نحو الصناعة
- تقييم الاحتياجات الصناعية الفلسطينية وتصميم برامج الهندسة الأكاديمية الفلسطينية
- مراقبة محتوى الكروم في مياه الصرف الصحي
- التطوير الأكاديمي والصناعي من خلال مشاريع الطلاب التطبيقيين الموجهة نحو الصناعة الفلسطينية
- مفهوم البحث العلمي: بعيدا عن التعميم الخاطئ للمنهجية والمجالات
- معالجة نفايات قطع الحجارة بواسطة التلبد - الترسيب